# 合法马克思主义
合法马克思主义（俄语：Легальный марксизм），又称司徒卢威主义，是流行于19世纪末的俄罗斯帝国的一种思潮。主要代表人物为彼得·司徒卢威、尼古拉·别尔嘉耶夫、谢尔盖·布尔加科夫、米哈伊尔·杜冈-巴拉诺夫斯基和谢苗·弗兰克。这些学者经常在沙皇俄国的合法刊物上发表马克思主义文章，故而被称作“合法马克思主义者”。他们曾与弗拉基米尔·列宁等马克思主义者共同批评民粹派否认俄国资本主义发展的必然性。但是，他们不认同资本主义灭亡是历史必然，而主张“客观主义”，对资本主义进行抽象的超阶级的阐释，以求肯定资本主义制度，反对无产阶级革命和无产阶级专政。在哲学上，他们信奉新康德主义。在政治上，他们拥护改良主义。1895年，列宁在《民粹主义的经济内容及其在司徒卢威先生的书中受到的批评》一书中，从哲学角度全面批判合法马克思主义。